# اوبرا بوفا
أوبرا بوفا (بالإيطالية: [pera ˈbufːa] ؛ «الأوبرا الهزلية»، الجمع: opere Buffe) وهي نوع من الأوبرا تم استخدامها لأول مرة كوصف غير رسمي للأوبرا الكوميدية الإيطالية المصنفة بشكل مختلف من قبل مؤلفيها كـالكوميديا في الموسيقى، الكوميديا للموسيقى ، الدراما البرنسكية، الدراما الكوميدي، التسلية المرحة.

## نبذة
ارتبطت بشكل خاص بالتطورات التي حدثت في نابولي في النصف الأول من القرن الثامن عشر، حيث أنها انتشرت شعبيتها إلى روما وشمال إيطاليا، وتميزت البوفا في البداية بالإعدادات اليومية واللهجات المحلية والكتابة الصوتية البسيطة (الباسو بوفو هو نوع الصوت المرتبط  ) وهو الشرط الرئيسي للإملاء الواضح والمرفق مع الثرثرة.
ويعتبر قاموس نيو جروف للأوبرا La Cilla (موسيقى لمايكل أنجلو فاجيولي نص بقلم فرانشيسكو أنطونيو توليو 1706) ولويجي وفيدريكو ريتشي كريسبينو إي لا كوماري (1850) ليكونا أول وآخر ظهور لهذا النوع ، وعلى الرغم من أنه لا يزال المصطلح مطبقًا أحيانًا على الأعمال الأحدث (على سبيل المثال Zeitoper Schwergewicht من Ernst Krenek).  فالنقاط البارزة في هذا التاريخ هي 80 أو نحو ذلك من libretti لكارليندو جرولو ، لوران جلوديسي ، سوغول كاردوني ومختلف الجناس الناقصة الأخرى لكارلو جولدوني ، وثلاثة تعاونات موزارت / دا بونتي ، والكوميديا لجيوشينو روسيني وجايتانو دونيزيتي. اختلفت الأنواع الأجنبية المماثلة مثل الكوميديا الفرنسية أوبرا ، أو الأوبرا الإنجليزية ، أو الإسبانية zarzuela أو الألمانية singspiel أيضًا في التحدث عن الحوار بدلاً من recitativo secco ، على الرغم من أن أحد الأمثلة الأكثر تأثيرًا ، Pergolesi's La Serva Padrona (وهو intermezzo ، لا  أوبرا بوفون) ، أثار فيلم querelle des bouffons في باريس كتأقلم بدون تلاوات غنائية.

## أوبرا بوفون
أوبرا بوفون هي المصطلح الفرنسي للنوع الإيطالي من أوبرا بوفا (أوبرا كوميدية) تم عرضها في فرنسا في القرن الثامن عشر ، إما باللغة الأصلية أو بالترجمة الفرنسية. وتم تطبيقه أيضًا على كوميكات الأوبرا الفرنسية الأصلية التي تحتوي على مؤامرات إيطالية أو شبه هزلية. استخدم المصطلح لاحقًا جاك أوفنباخ لخمس من أوبراته (Orphée aux enfers و Le pont des soupirs و Geneviève de Brabant و Le roman comique و Le voyage de MM.) وأحيانًا يتم الخلط بين كوميديا أوبرا الفرنسية وأوبرا بوف.

## تاريخ

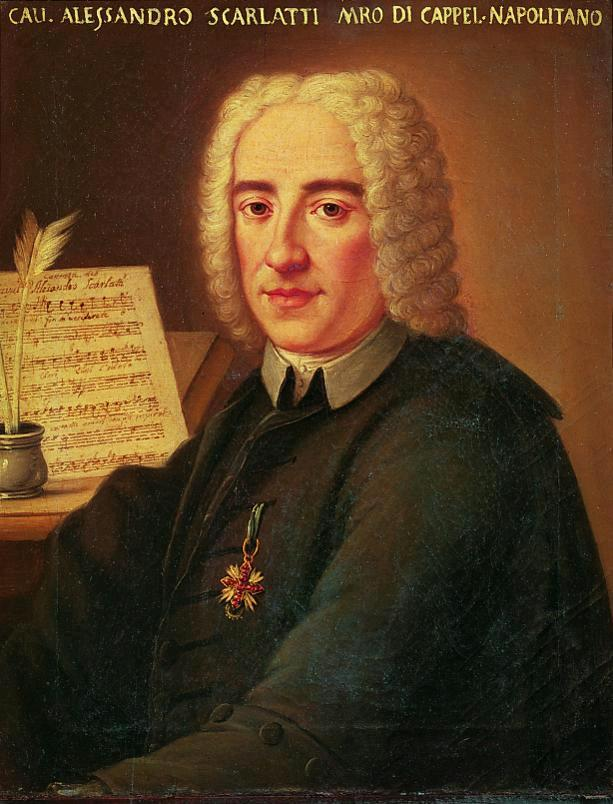
أليساندرو سكارلاتي ، أحد الملحنين الرئيسيين الأوائل في أوبرا بافا

كانت الشخصيات الكوميدية جزءًا من الأوبرا حتى أوائل القرن الثامن عشر، عندما بدأت الأوبرا بوفا في الظهور كنوع منفصل ، وكانت مقدمة مبكرة هي الكوميديا الأوبرالية Il Trespolo tutore من تأليف أليساندرو ستراديلا في عام 1679، وكانت أوبرا بوفا موازية لتطور أوبرا سيريا، ونشأت كرد فعل لما يسمى الإصلاح الأول لأبوستولو زينو وبيترو ميتاستاسيو، فكان المقصود جزئيًا ، أن يكون نوعًا يمكن للرجل العادي أن يتعامل معه بسهولة أكبر.  في حين أنه كانت الأوبرا المسلية وسيلة ترفيهية تم إعدادها وتصويرها للملوك والنبلاء ، وتم إعداد أوبرا بوفا لعامة الناس الذين يعانون من مشاكل أكثر شيوعًا، كما أنهتم تجنب اللغة عالية الحركة بشكل عام لصالح الحوار الذي سترتبط به الطبقة الدنيا ، غالبًا باللهجة المحلية ، وغالبًا ما كانت الأحرف الأصلية مشتقة من تلك الخاصة بـ commedia dell'arte الإيطالية.
في أوائل القرن الثامن عشر ، ظهرت الأوبرا الكوميدية غالبًا على شكل فواصل قصيرة من فصل واحد تُعرف باسم intermezzi تم إجراؤها بين أعمال الأوبرا seria.  كانت هناك أيضًا ، مع ذلك ، أعمال كوميدية أوبرالية قائمة بذاتها.  لا سيرفا بادرونا (1733) لجيوفاني باتيستا بيرغوليسي (1710-1736) ، هو الفاصل الزمني الذي لا يزال يُؤدَّى بشكل منتظم حتى يومنا هذا ، ويقدم مثالًا ممتازًا على الأسلوب.  Lo frate 'nnamorato (1732) و Il Flaminio (1735) ، من تأليف Pergolesi ، هي أمثلة على كوميديا ثلاثية الفعل لكل موسيقي. بصرف النظر عن Pergolesi ، كان الملحنون الرئيسيون الأوائل لأوبرا بافا أليساندرو سكارلاتي (Il trionfo dell'onore ، 1718) ، ونيكولا لوجروسينو (Il Governatore ، 1747) و Baldassare Galuppi (Il filosofo di campagna ، 1754) ، وجميعهم مقرهم في نابولي  أو البندقية.  تم استئناف عمل هؤلاء وتوسيعه من قبل نيكولو بيتشيني (لا سيشينا ، 1760) ، جيوفاني بايسييلو (نينا ، 1789) ودومينيكو سيماروسا (إل ماتريمونيو سيغريتو ، 1792).  انخفض هذا النوع في منتصف القرن التاسع عشر ، على الرغم من عرض فيلم Falstaff لجوزيبي فيردي في عام 1893.
تضاءلت أهمية أوبرا بافا خلال الفترة الفكتورية ، فهنا كانت الأشكال أكثر حرية وأقل امتدادًا مما كانت عليه في النوع الجاد وتم ربط الأرقام المحددة بواسطة recitativo secco ، باستثناء كون Donizetti's Don Pasquale في عام 1843. مع روسيني ، تم الوصول إلى توزيع قياسي لأربعة أحرف: بريما دونا سوبريت (  سوبرانو أو ميزو) ؛  لمسة خفيفة وعاطفية.  a basso cantante أو baritone قادر على التعبير الغنائي الساخر في الغالب ؛  و basso Buffo الذي يجب أن تمتد مهاراته الصوتية ، التي تقتصر إلى حد كبير على التعبير الواضح والقدرة على «الطقطقة» ، إلى الباريتون لأغراض الدوامات المصورة. يمكن أن يختلف نوع الكوميديا ، وكان النطاق رائعًا: من روسيني حلاق إشبيلية في عام 1816 والذي كان كوميديًا بحتًا ، إلى زواج موزارت في عام 1786 الذي أضاف الدراما والشفقة. ومثال آخر على بوفا الأوبرا الرومانسية هو فيلم Donizetti's L'elisir d'amore لعام 1832.

## العلاقة والاختلافات عن الأوبرا سيريا
بينما تتعامل الأوبرا سيريا مع الآلهة والأبطال القدامى وكانت تحتوي في بعض الأحيان فقط على مشاهد كوميدية ، فإن أوبرا بوفا تنطوي على ما يلي: الاستخدام السائد للمشاهد الهزلية ، والشخصيات ، وخطوط المؤامرة في بيئة معاصرة. النموذج التقليدي لأوبرا سيريا والذي كان له ثلاثة أعمال تناولت مواضيع جدية في بيئات أسطورية كما ذكر أعلاه ، واستخدمت أصوات عالية (كل من السوبرانو والكاستراتي) للشخصيات الرئيسية ، وفي كثير من الأحيان حتى للملوك.
وعلى النقيض من ذلك، كان النموذج الذي تم عقده عمومًا في أوبرا بوفا له عملين (على سبيل المثال ، The Barber of Seville) ، ويعرضان مشاهد ومواقف كوميدية كما ذُكر سابقًا ويستخدم أصوات الذكور السفلية لاستبعاد castrati.  أدى ذلك إلى إنشاء الخاصية المميزة "basso buffo" ، المتخصصة في الثرثرة التي كانت مركزًا لمعظم الأعمال الكوميدية.  (دور بوفو باسو المعروف وهو ليبوريلو في دون جيوفاني لموتسارت).